# West Columbia (Carolina del Sud)
West Columbia és una població dels Estats Units a l'estat de Carolina del Sud. Segons el cens del 2000 tenia 13.064 habitants.

## Demografia
Segons el cens del 2000, West Columbia tenia 13.064 habitants, 5.968 habitatges i 3.300 famílies. La densitat de població era de 831 habitants/km².
Dels 5.968 habitatges en un 22% hi vivien nens de menys de 18 anys, en un 37,5% hi vivien parelles casades, en un 14,3% dones solteres, i en un 44,7% no eren unitats familiars. En el 36,1% dels habitatges hi vivien persones soles el 13% de les quals corresponia a persones de 65 anys o més que vivien soles. El nombre mitjà de persones vivint en cada habitatge era de 2,13 i el nombre mitjà de persones que vivien en cada família era de 2,76.
Per edats la població es repartia de la següent manera: un 18,8% tenia menys de 18 anys, un 10,1% entre 18 i 24, un 30% entre 25 i 44, un 22,1% de 45 a 60 i un 19% 65 anys o més.
L'edat mediana era de 39 anys. Per cada 100 dones de 18 o més anys hi havia 86,1 homes.
La renda mediana per habitatge era de 30.999$ i la renda mediana per família de 40.253$. Els homes tenien una renda mediana de 30.033$ mentre que les dones 24.637$. La renda per capita de la població era de 18.135$. Entorn del 12,8% de les famílies i el 16,8% de la població estaven per davall del llindar de pobresa.

## Poblacions més properes
El següent diagrama mostra les poblacions més properes.